# Gmina Pleszew
Die Gmina Pleszew ist eine Stadt-und-Land-Gemeinde im Powiat Pleszewski der Woiwodschaft Großpolen in Polen. Sitz des Powiats und der Gemeinde ist die gleichnamige Stadt (deutsch Pleschen) mit etwa 17.300 Einwohnern.

## Geographie

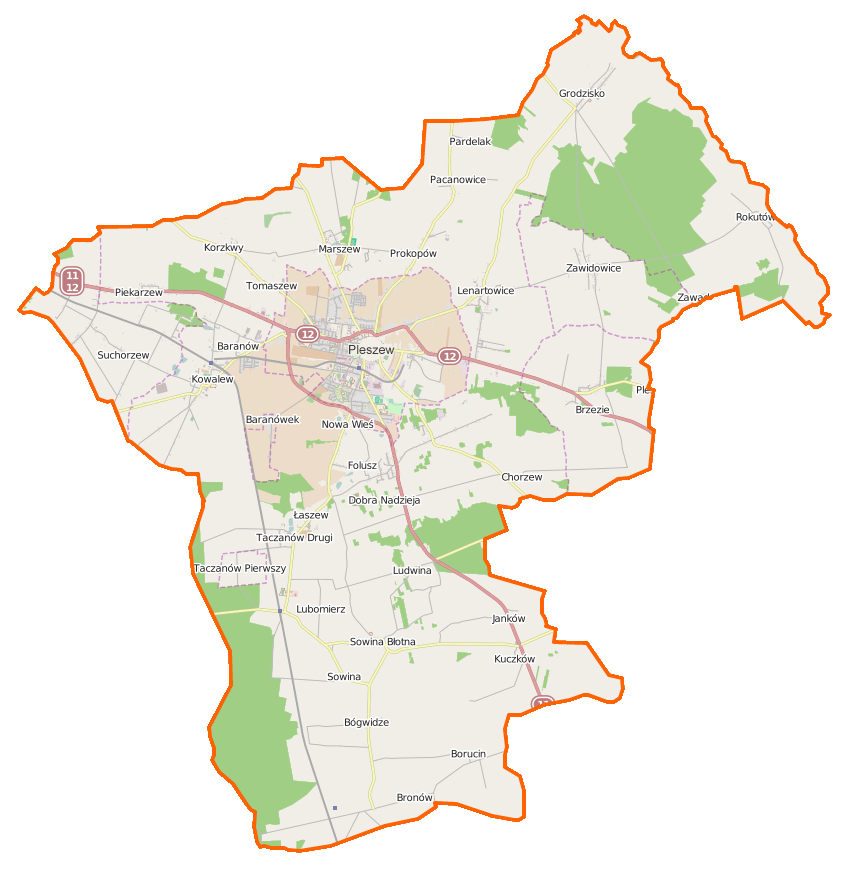
Karte der Gemeinde

Die Gemeinde liegt im Südosten der Woiwodschaft, etwa 25 Kilometer von der Grenze zur Woiwodschaft Niederschlesien entfernt. Breslau liegt 100 Kilometer südwestlich, die Woiwodschafts-Hauptstadt Posen etwa 80 Kilometer nordwestlich. Nachbargemeinden sind die Gemeinden Kotlin, Czermin und Chocz im Norden, Blizanów und Gołuchów im Osten, Ostrów Wielkopolski und Raszków im Süden sowie Dobrzyca im Westen.
Die Gemeinde hat eine Fläche von 180,1 km², von der 77 Prozent land- und 14 Prozent forstwirtschaftlich genutzt werden.

## Geschichte
Das heutige Gemeindegebiet gehörte unterbrochen durch die deutsche Besatzungszeit im Zweiten Weltkrieg von 1919 bis 1975 zur Woiwodschaft Posen mit unterschiedlichen Zuschnitt. – Die deutsche Minderheit wurde nach dem Weltkrieg vertrieben.
Der Powiat Pleszewski wurde 1956 ein erstes Mal wieder eingerichtet. Von 1975 bis 1998 kam das Gemeindegebiet zur Woiwodschaft Kalisz. Der Powiat wurde in dieser Zeit aufgelöst.
Die Landgemeinde Pleszew wurde 1954 in verschiedene Gromadas umgewandelt und zum 1. Januar 1973 neu geschaffen. Stadt- und Landgemeinde Pleszew wurden 1990/1991 zur Stadt-und-Land-Gemeinde zusammengelegt. Diese gehört seit 1999 zur Woiwodschaft Großpolen und zum wieder eingerichteten Powiat Pleszewski.

### Gemeindepartnerschaften
Die Partnerstädte und -gemeinden von Pleszew sind seit 1997 Spangenberg in Hessen und Saint-Pierre-d’Oléron in Frankreich, die ihrerseits 1997 eine Partnerschaft schlossen; seit 2001 Morlanwelz in Belgien, seit 2004 Westerstede in Niedersachsen sowie seit 2012 Kemer in der Türkei.

## Gliederung
Zur Stadt-und-Land-Gemeinde (gmina miejsko-wiejska) Pleszew mit 29.596 Einwohnern (Stand 31. Dezember 2020) gehören die Stadt selbst – mit zehn Stadtteilen und 28 Dörfer mit Schulzenämtern (sołectwa):
| polnischer Name   | deutscher Name (1815–1918)         | deutscher Name (1939–1945)                     |
| ----------------- | ---------------------------------- | ---------------------------------------------- |
| Baranówek         | Baranowek                          | Hammelsfelde                                   |
| Bógwidze          | Bogwidz                            | Gutenhof                                       |
| Borucin           | Borucin 1912–1918 Borutschin       | Beckersfelde                                   |
| Bronów            | Brunow                             | 1939–1943 Wallmannsdorf 1943–1945 Wallmannshof |
| Brzezie           | Brzezie 1906–1918 Birkenau         | Birkenau                                       |
| Dobra Nadzieja    | Gutehoffnung                       | Gutehoffnung                                   |
| Grodzisko         | Grodzisko                          | Groden                                         |
| Janków            | Jankow                             | Talen                                          |
| Korzkwy           | Korskwy                            | Schönfelde                                     |
| Kowalew           | Kowalew 1900–1918 Weizenfeld       | Weizenfeld                                     |
| Kuczków           | Kuczkow 1906–1918 Kuczkow-Chrzanow | Hermannsdorf                                   |
| Lenartowice       | Lenartowitz                        | Lenarshof                                      |
| Lubomierz         | Lubomierz                          | Liebenwalde                                    |
| Ludwina           | Ludwina                            | Rittersdorf                                    |
| Marszew           | Marschew                           | Frankenau                                      |
| Nowa Wieś         | Neudorf                            | Neudorf                                        |
| Pacanowice        | Pacanowitz                         | Lehmgrund                                      |
| Piekarzew         | Piekarzew                          | Walden                                         |
| Prokopów          | Prokopow                           | Lehmbach                                       |
| Rokutów           | Rokutow                            | Erlenau                                        |
| Sowina            | Sowina                             | Gut Eulendorf                                  |
| Sowina Błotna     | Sowina Hauland 187?–1918 Eulendorf | 1939–1943 Eulendorf 1943–1945 Alt Eulendorf    |
| Suchorzew         | Suchorzew                          | Götzenau                                       |
| Taczanów Drugi    | Taczanow                           | Tannenhorst                                    |
| Taczanów Pierwszy | Gut Taczanow                       | Gut Tannenhorst                                |
| Zawady            | Zawada                             | Spatzenmühle                                   |
| Zawidowice        | Zawidowitz                         | 1939–1943 Tannenhof 1943–1945 Fichtenwalde     |
| Zielona Łąka      | Grünewiese                         | Grünewiese                                     |

Weitere kleinere Ortschaften, Siedlungen und Ortsteile sind Chorzew (Chorzew, 1939–1945 Königsfeld), Chrzanów (Chrzanow, 1906–1918 Kuczkow-Chrzanow, 1939–1945 Augustenhof), Pardelak und Turowy.

## Sehenswürdigkeiten
Neben den Baudenkmalen der Stadt sind in die Denkmalliste der Woiwodschaft eingetragen:
- Pfarrkirche in Brzezie, 1789 erbaut
- Pfarrkirche św. Mikołaja in Grodzisko, errichtet 1801–1806
- Hölzerne Pfarrkirche in Lenartowice, 1758 erbaut
- Schloss und Park in Chorzew
- Schloss (1880) und Park in Kuczków, 19. Jahrhundert
- Schlossanlage und Park in Taczanów, 18./19. Jahrhundert
  - Schloss (1850–1860), Kapelle, Orangerie, Mausoleum, Nebengebäude, Mauern etc.
- Schloss und Park in Chorzew
- Speicher des Guts in Bógwidze, 19. Jahrhundert
- Gut mit Herrenhaus (1911), Park und Toranlage in Korzkwy
- Park in Suchorzew
- Herrenhaus, Speicher und Park in Kowalew, 19. Jahrhundert
- Windmühle in Dobra Nadzieja

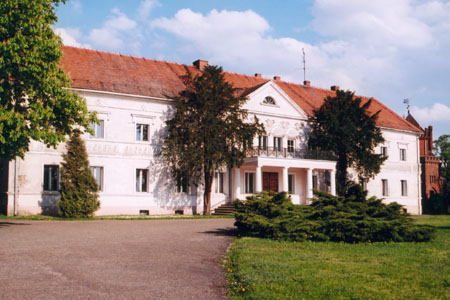
Schloss in Taczanów (1850–1860)
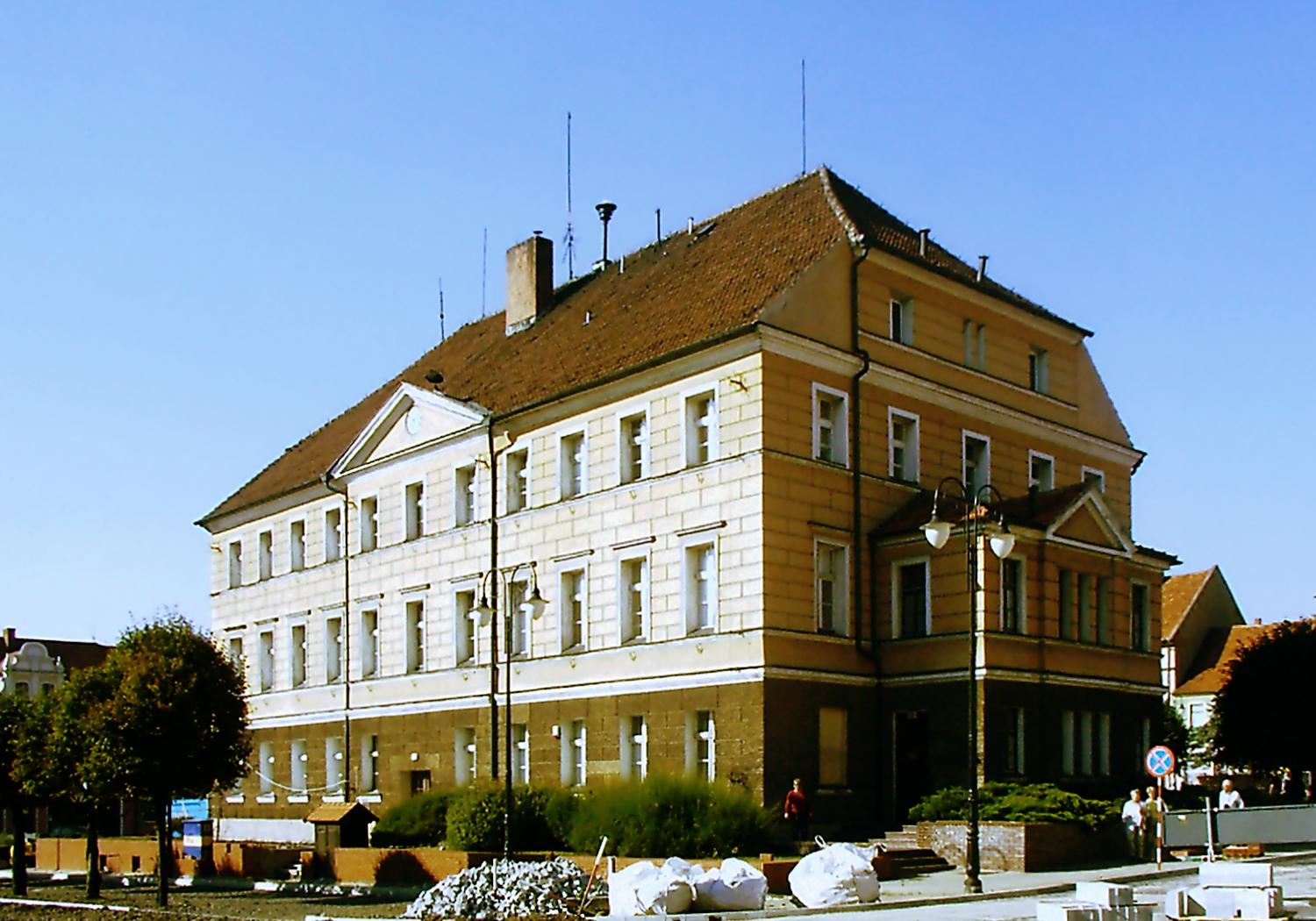
Rathaus in Pleszew (1835)
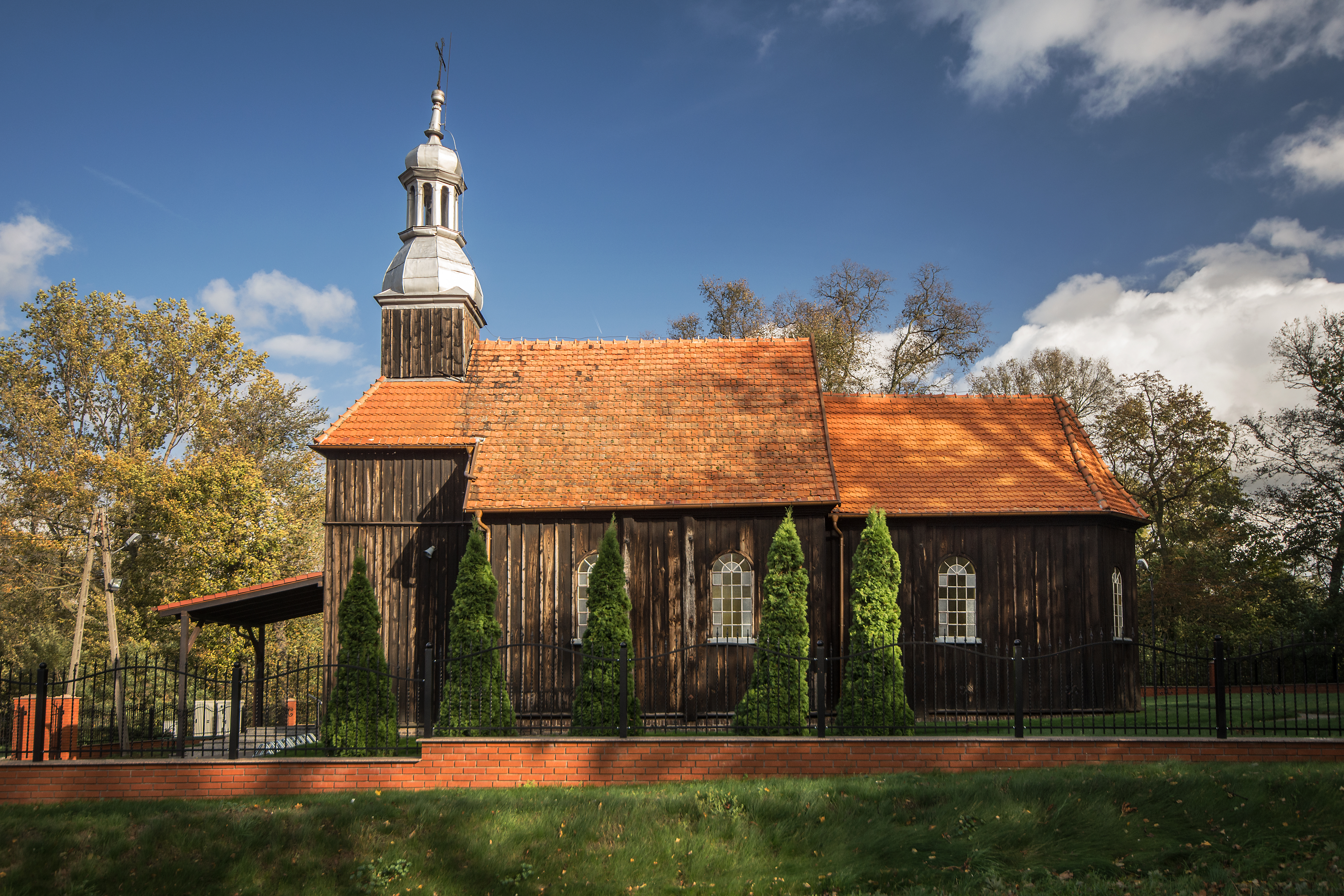
Pfarrkirche in Lenartowice
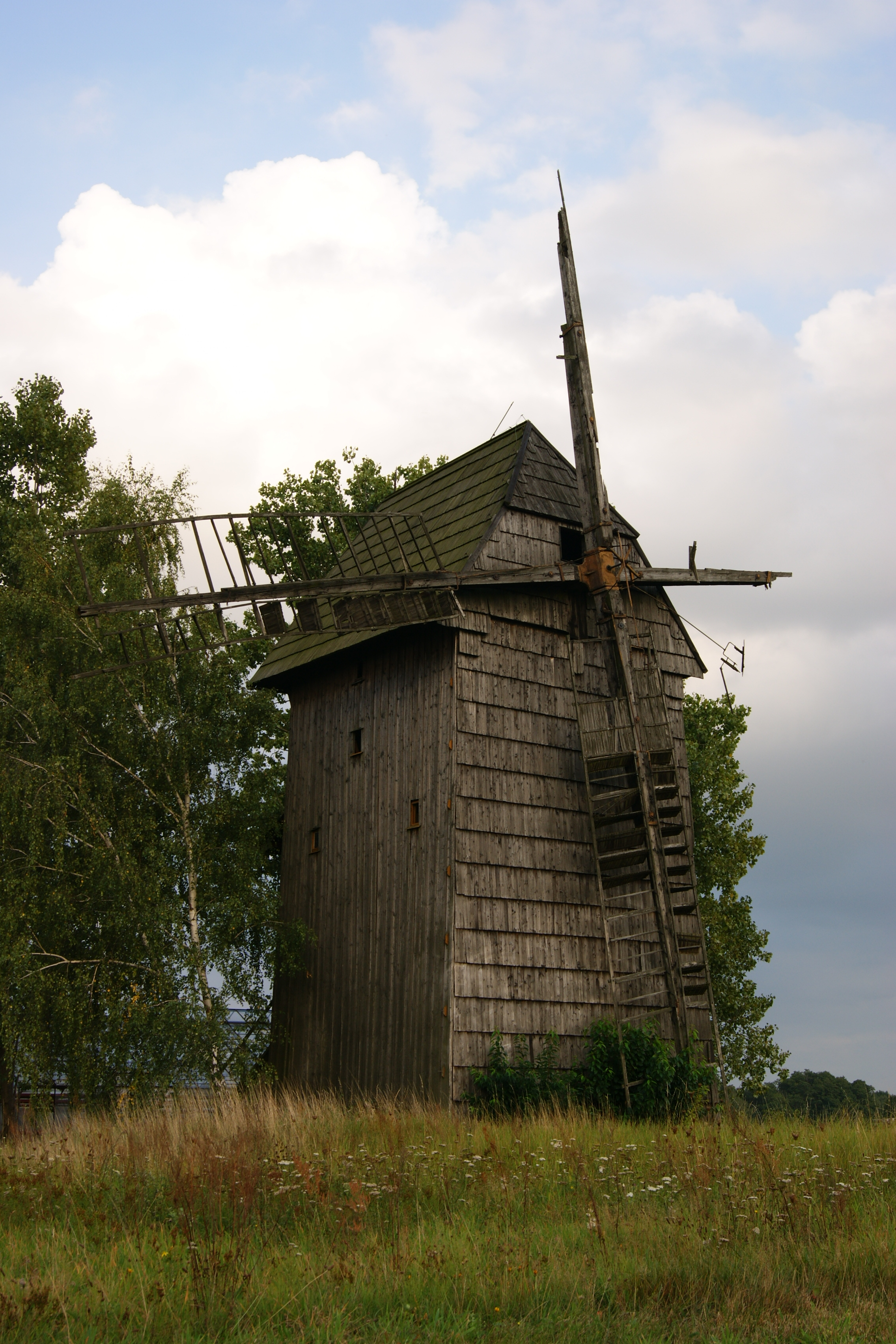
Windmühle in Dobra Nadzieja

## Verkehr
Die Landesstraße DK11 (droga krajowa 11) verbindet die Gemeinde und ihren Hauptort mit Ostrów Wielkopolski im Osten und Jarocin und Posen im Westen, wobei sie in großen Teilen als Schnellstraße S11 ausgebaut ist. Die Landesstraße DK12  verbindet Pleszew mit Kalisz im Osten. Dort besteht Anschluss an die Landesstraße DK25. Die DK12 führt weiter über Sieradz und Radom in die Ukraine (Europastraßen 372 und E 373).
Neben dem Fernverkehrs-Bahnhof Pleszew bestehen an der Bahnstrecke Kluczbork–Poznań der Bahnhof Bronów und der Haltepunkt Taczanów auf Gemeindegebiet. – Die Kreisbahn Krotoschin–Pleschen bzw. Krotoszyńska Kolej Dojazdowa war von 1900 bis 1986 zwischen Krotoszyn Wąskotorowy (Schmalspur-Bahnhof) und dem Stadtbahnhof Pleszew in Betrieb. Sie bediente außer der Kreisstadt auf Gemeindegebiet die Dörfer Lenartowice und Pacanowice. Gegenwärtig wird sie in den Sommermonaten als Museumsbahn mit vier Stationen in der Stadt Pleszew betrieben.
Der nächste internationale Flughafen ist Poznań-Ławica.

## Persönlichkeiten
Die bekannteste Persönlichkeit der Stadt Pleszew ist Hanna Suchocka (* 1946), die erste Ministerpräsidentin Polens (1992–1993).